# Star Perú
Star Perú ist eine peruanische Fluggesellschaft mit Sitz in Lima.

## Geschichte

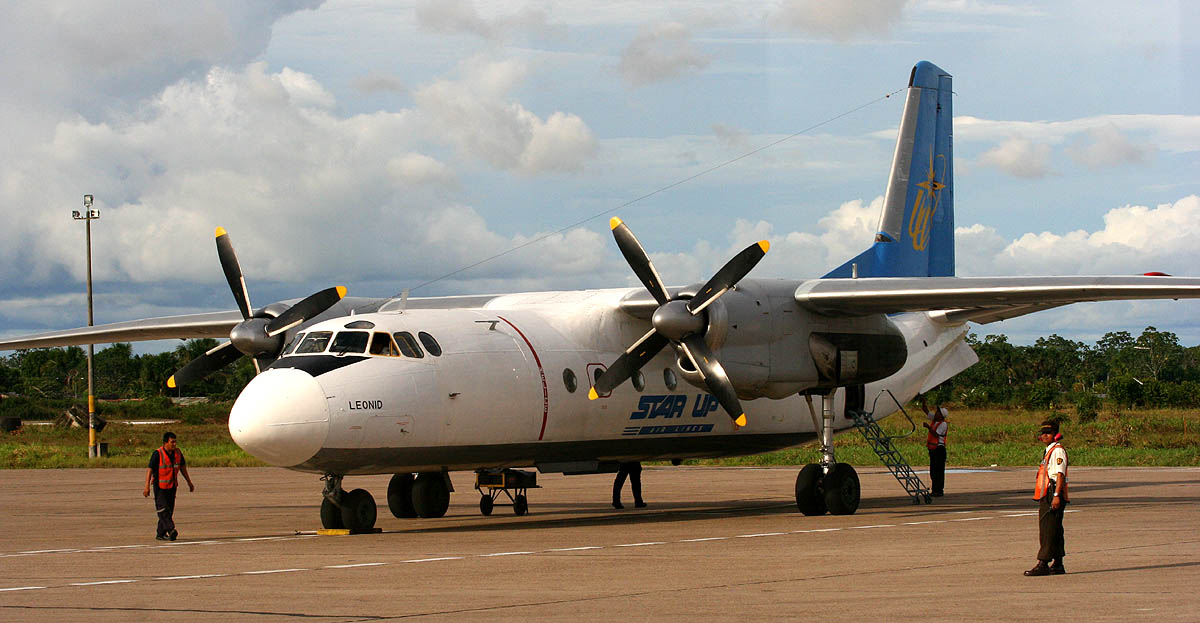
Antonow An-24RV in ehemaliger Star Up-Bemalung

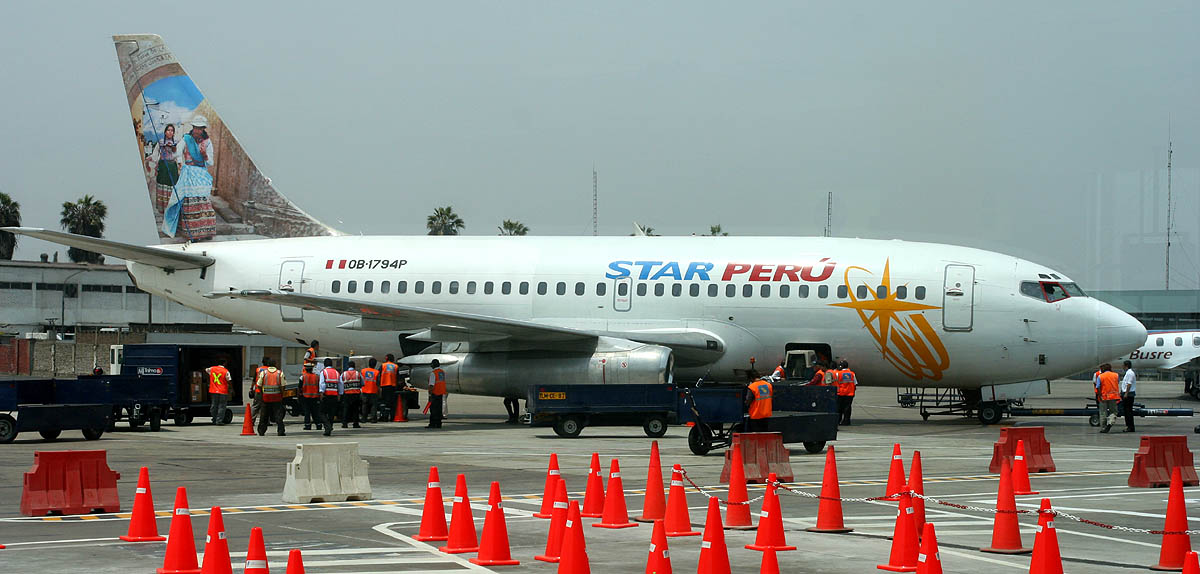
Boeing 737-200 der Star Perú, Anfang 2006

Die Fluggesellschaft wurde im Jahr 1998 von Valentin Kasyanov als Servicio de Transporte Aéreo Regional (Handelsname: Star Up) gegründet und nahm den Flugbetrieb mit einer Antonow An-32 auf.
Im Oktober 2018 begann für Star Perú eine neue Ära, als die erste von drei Boeing 737 übernommen wurde. Im Mai 2019 beendete Star Perú den Betrieb ihrer Flotte von BAe 146, von welcher ab 2008 11 individuelle Flugzeuge betrieben worden waren. Für die Destinationen, auf welchen die Boeing 737 nicht landen können, werden Q400 von LC Perú eingesetzt. Diese wurden von der Peruvian Group übernommen und an StarPerú transferiert. StarPerú arbeitete immer enger mit der Peruvian Airlines zusammen. Sie gehörte letztendlich der "Peruvian Group" an, eine Fusion stand selbst nach der Einstellung des Betriebs der Muttergesellschaft Peruvian Airlines im Raum.

## Flugziele
Von der peruanischen Hauptstadt Lima aus bedient Star Peru etliche peruanische Ziele. 
Durch die Zusammenarbeit mit Peruvian Airlines und die damit verbundene Umstrukturierung wurden einige Strecken nur noch von Peruvian bedient. Peruvian Airlines konzentrierte sich auf hochfrequentierte Hauptstrecken, während StarPerú sich auf Regional- und Nebenstrecken fokussieren sollte.
StarPerú bereedert Teile der Flotte der Sunrise Airways und fliegt somit Ziele in deren Netz an. Die Kooperation bestand zuvor mit Peruvian Airlines.

## Flotte

### Aktuelle Flotte
Mit Stand April 2025 besteht die Flotte der Star Perú aus sieben Flugzeugen mit einem Durchschnittsalter von 27,9 Jahren:
| Flugzeugtyp                   | Anzahl | bestellt | Anmerkungen               | Sitzplätze | Durchschnittsalter |
| ----------------------------- | ------ | -------- | ------------------------- | ---------- | ------------------ |
| Boeing 737-300                | 5      | 1        | mit Winglets ausgestattet | 143        | 30,8 Jahre         |
| De Havilland Canada DHC-8-400 | 2      |          |                           | 76 74      | 20,7 Jahre         |
| Gesamt                        | 7      | 1        |                           |            | 27,9 Jahre         |

### Ehemalige Flugzeugtypen

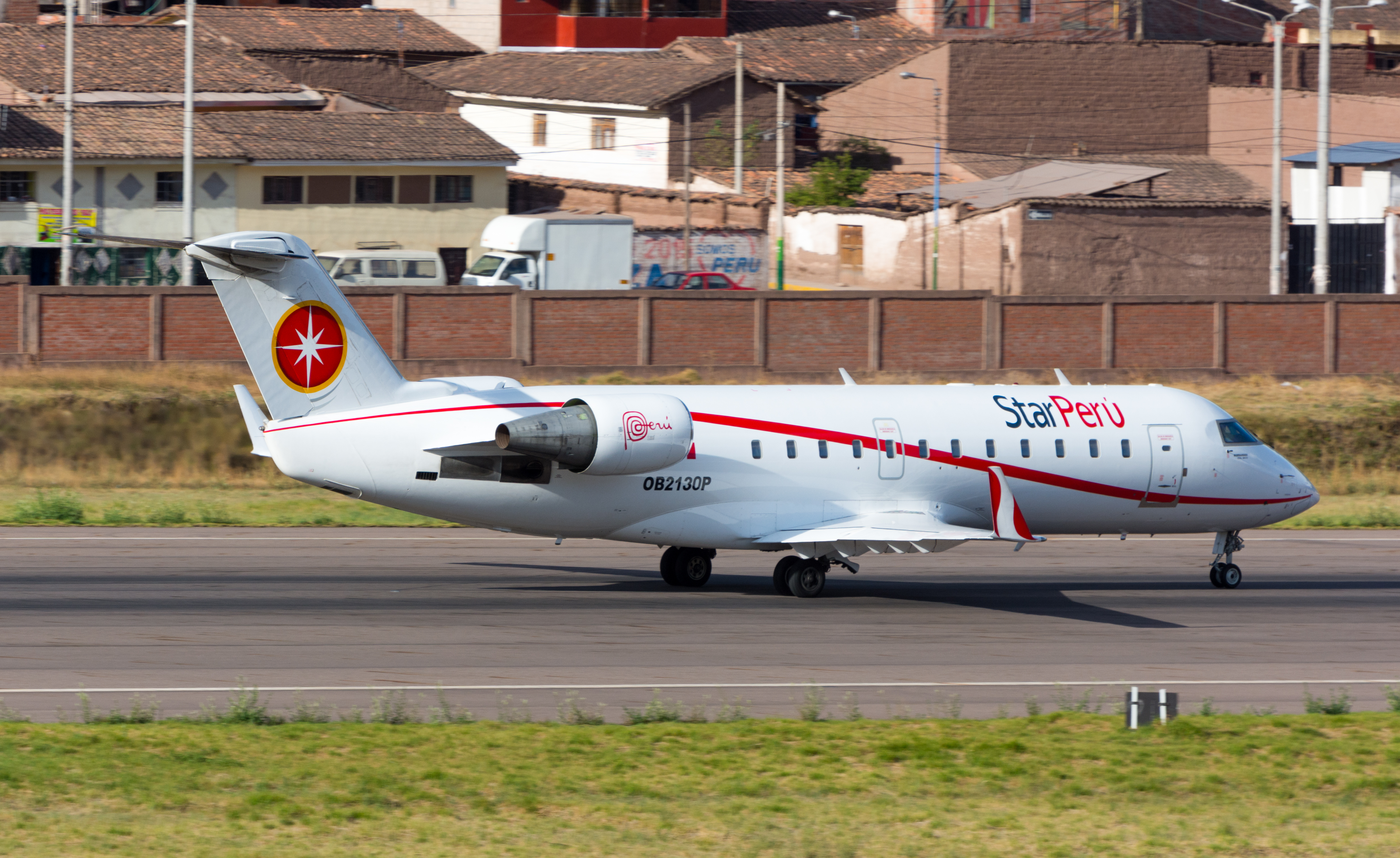
Canadair CRJ200 der Star Perú, 2017

Darüber hinaus setzte die Star Perú in der Vergangenheit noch folgende Flugzeugtypen ein:
- Antonow An-24
- Antonow An-26
- Antonow An-32
- BAe 146-100
- BAe 146-200
- BAe 146-200QT
- BAe 146-300
- Boeing 737-200
- Boeing 737-500
- Canadair CRJ200